# Демократска Кампућија
Демократска Кампућија (кме:) је била социјалистичка држава под влашћу Црвених Кмера од 1975. до 1979. године. Земљом је владала Комунистичка партија Кампућије која се народу представљала под именом Ангкар ("Организација").

## Историја
Године 1970, камбоџански премијер Лон Нол свргнуо је с власти краља Нородома Сиханука. Овај је из егзила подупирао домаћу герилу у борби за власт, Црвене Кмере. Развој ситуације у Вијетнаму 1975, америчка тепих-бомбардовања и утицај краља Сиханука повећавали су популарност Црвених Кмера међу становништвом.
Црвени Кмери су напослетку успели заузети главни град Пном Пен 17. априла 1975. године. Сиханук се вратио у земљу и био њен председник до 2. априла 1976, када је под притиском дао оставку. Касније је отишао у егзил у Кину.
Јануара 1976, проглашен је нови Устав Демократске Кампућије. На власти су били чланови Комунистичке партије Кампућије, чији је секретар, Пол Пот, био и председник владе. Нова влада укинула је све правне институције Кмерске Републике.
Убрзо након доалска на власт, Црвени Кмери су становништво из већине градова упутили у руралне заједнице. Црвени Кмери су оправдавали ове потезе тезама да су САД планирале бомбардовање градова и да су имали великих тешкоћа са транспортом хране у градове. Резултат овакве политике била је смрт великог броја људи, неприлагођених новим животним условима и слабе организације.
 Ангкар је укинуо организовано школство, здравство, новац, пошту, све видове јавног саобраћаја и телекомуникације. Прекинути су дипломатски односи са свим земљама осим Кине и ДНР Кореје. Огромна већина становништва је била заробљена на колективним пољопривредним газдинствима где су морали да раде сатима и данима без икаквих права и слобода, често и без хране.

Свако ко би био сумњив да је на било који начин сарађивао са претходним режимом би био убијан без истраге и суђења. Црвени Кмери су за своје циљеве често злоупотребљавали децу, коју су присилно одвајали од родитеља како би их обучили да буду сурови и бескрупулозни комунистички борци. Иако је пољопривредна производња била нешто већа него у току рата, владала је несташица хране пошто су већину производа — пиринач, банане, бамбус и остале културе углавном извозили, како би могли да дођу до новца за куповину оружја, горива, грађевинског материјала и осталих потреба. Процењује се да је погубљено или умрло од глади нешто изнад једне петине укупне популације. Странцима генерално није било дозвољено да посећују земљу, осим малог броја дипломата и малобројних посета страних званичника. 
Чувени археолошки комплекс Ангкор је запуштен. Телевизија није постојала, једини медији су били Радио Пном Пен и недељник Комунистичке партије "Застава Револуције".
Због све учесталијих пограничних инцидената до почетка 1978. године, вијетнамска влада одлучила је помагати марксистичким провијетнамским герилцима који су се борили против Црвених Кмера. Дана 3. децембра 1978, Радио Ханој објавио је да је формиран Национални уједињених фронт народног спаса Кампућије (КНУФНС), група која се састојала од комунистичких и антикомунистичких прогнаника, који су хтели срушити власт Пола Пота.
Дана 22. децембра 1978, Вијетнам је покренуо велику офанзиву с циљем рушења владе Демократске Кампућије. Дана 7. јануара 1979, вијетнамске снаге ушле су у Пном Пен. Након тога је била образована провијетнамска Народна Република Кампућија.
Пол Пот и већина његових присталица побегли су из Камбоџе, али су убрзо после тога 1982. формирали владу у егзилу. Већина земаља, укључујући и САД, признавале су Пол Потову владу у егзилу, углавном због претрпљеног понижења у Вијетнамском рату.

## Оружане снаге
Камбоџанске народноослободилачке оружане снаге, Црвених Кмера, априла 1975. бројале су 68.000 бораца. Након доласка Црвених Кмера на власт, постале су регуларна војска нове државе, а назив им је промењен у Револуционарна армија Кампућије (РАК).
Командант армије био је каснији министар одбране, Сон Сен. РАК се састојала од 230 батаљона у 35 до 40 регименти унутар 12 до 14 бригада. Командну структуру унутар сваке војне јединице чиниле су три особе, од којих је политички комесар био надређен команданту и његовом заменику.
Камбоџа је била подељена у зоне, унутар којих су дејствовале одређене војне јединице. По потреби су јединице из једне зоне прелазиле у другу ради одржавања реда и дисциплине.

## Вође Демократске Кампућије

### Председници
- Председник Државног президијума
  - Нородом Сиханук (1975. — 1976)
  - Хјеу Самфан (1976—1982; од 1979. у егзилу)
  - Нородом Сиханук (1982—1992)

### Премијери
- Председник владе
  - Самдех Пен Нут (1975. — 1976)
  - Хјеу Самфан (1976)
  - Пол Пот (1976—1982; од 1979. у егзилу)
  - Сон Сан (1982—1992)

## Занимљивости
Једини страни новинари који су током овог периода посетили Демократску Кампућију су били репортери Телевизије Београд које је предводио Никола Виторовић. Они су 1978. први снимили улице потпуно празног, слупаног и демолираног Пном Пена, али и колективни рад на пољу, сцене из малобројних фабрика и градилишта саобраћајне инфраструктуре. Овај снимак се налази у програмској архиви ТВ Београд и сматра се материјалом највише вредности. Оно што српски сниматељи и репортери на њихову велику срећу нису видели и снимили јер су били само у Пном Пену, нису видели никакве лешеве и убијене људе, као и логор и Поља смрти у унутрашњости земље само нешто више од 200 километара даље.